# Мусаватское подполье
Мусаватское подполье (азерб. Gizli Müsavat) — организованное и структурированное подпольное движение, существовавшее в 1920—1926 годах и боровшееся против советской власти в Азербайджане. Представляло собой третий этап в истории этой партии после её становления и прихода к власти. Подполье действовало совместно с азербайджанской эмиграцией.

## Начало подпольного движения
Подпольная деятельность мусаватистов за восстановление государственной независимости Азербайджана началась сразу после восстановления советской власти в Азербайджане 28 апреля 1920 года. Неспособность властей Азербайджана воспрепятствовать продвижению Красной Армии привела к расколу в бывшей правящей партии страны «Мусават», которая с момента установления советской власти возродила свою деятельность в новом качестве и в реформированном виде.
На чрезвычайном съезде партии, который состоялся 29 апреля сформировалась левая фракция партии, в основном состоящая из молодёжи и студентов Бакинского университета. С этого момента партия «Мусават» превратилась в левую тюркскую националистическую партию. В новую инициативную группу левого «Мусавата» вошли 25 человек, в числе которых были Мирзабала Мамедов (Мамедзаде), Абдул Вахаб Мамедзаде (Йуртсевер), Мамед-Садых Кулиев, Расим Касимов, Сеид Заргяр и другие. На этом же съезде было решено отказаться от всех форм сотрудничества с большевиками и начать борьбу против оккупации.

## Первое мусаватское подполье (1920—1923)
Работа над организованным сопротивлением оккупации в условиях подполья велась на протяжении 1920-1922 годов. Мусаватисты были уверены, что в связи со сложным международным положением оккупация продлится недолго и поэтому стали создавать не только новые партийные, но и военизированные структуры. Деятельность велась в двух направлениях: пропаганда идеи восстановления государственной независимости Азербайджана и подготовка вооружённого восстания против оккупантов.
Печатным органом подпольной организации «Мусавата» была газета «İstiqlal» (Независимость), которую стали выпускать с 1922 года. Всего было издано 18 номеров газеты по 30-50 экземпляров. Также печатались программа партии и листовки, в которых содержались призывы к восстановлению государственной независимости Азербайджана.

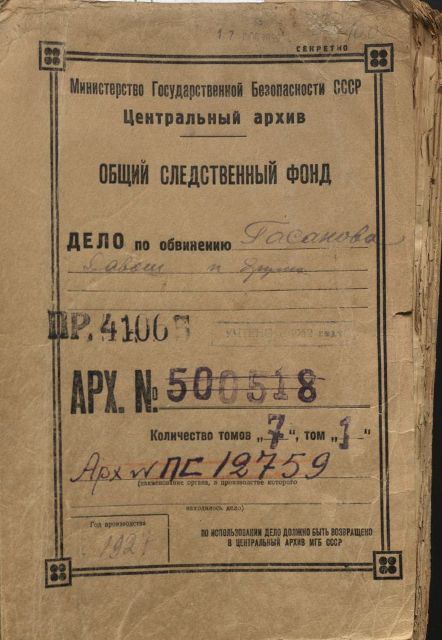
Дело Гасанова Дадаша и других

#### Организационная структура подполья
К 1921 году «Мусават» имел следующую организационную структуру, которая действовала до разгрома со стороны ГПУ первого подполья в 1923 году:
1. Центральный Комитет (ЦК), в состав которого входило высшее руководство партии. Председателем ЦК был Мирзабала Мамедзаде (1898-1959);
2. Бакинский комитет (БК), возглавляемый Абдул Вахабом Мамедзаде.
3. Военная организация;
4. Ячейки партии в Баку и уездах Азербайджана. В Баку действовали четыре районные организации, каждую из которых возглавляли три человека.

В уездах были созданы организации в Сальяне и Ленкорани, но особенно влиятельной была ячейка в Гяндже. Были планы создания ячеек партии в Дагестане и Туркестане, однако претворить их в жизнь не удалось.

#### Военная организация
Особое значение в структуре подпольного «Мусавата» играла военная организация, общее руководство которой до 1923 года осуществлял Дадаш Гасанов. Путём вооружённого восстания планировалось положить конец оккупационному режиму.
С начала 1923 года военную организацию при ЦК стала возглавлять пятёрка в составе Мамед Садыха Кулиева, Ахмеда Гаджинского, Ибрагима Ахундзаде, Али Гусейна Дадашева и Исфандияра Векилова.
В это же время, существовала также военная организация при БК, которую возглавляла пятёрка в составе Нуруллы Кулибекова (агитационная работа), Ибрагима Ахундзаде (организационные вопросы), Нуруллы Рзабекова (снабжение), Мовсума Ибрагимова (связь), Ибрагима Атакишиева (работа с военными группами). Активными членами военной организации были также Мовсум Бекдамиров и Насрулла Ризабейли.
В военной организации были следующие отделы:
1. Организационный, занимавшийся вербовкой новых членов;
2. Оперативный, ведавший сбором разведывательных данных относительно частей Красной Армии;
3. Снабжения, отвечавшим за обеспечение оружием и боеприпасами участников повстанческих группировок.
4. Агитационный, занимавшийся пропагандой идей независимости Азербайджана, необходимости вооружённого выступления против оккупантов и захвата стратегических объектов, а также привлечением на свою сторону солдат и офицеров Красной Армии.

Благодаря активной пропаганде в частях Красной Армии, мусаватистам удалось привлечь на свою сторону значительное количество офицеров. 1923 году ячейки военной организации «Мусавата» имелись в Азербайджанской сводной военной школе, Авиашколе, Конвойной команде Аз. ССР, 3-м полку Азербайджанской дивизии в Гяндже. Военная организация имела даже доступ к секретной информации благодаря деятельности своих агентов в офицерском составе Красной Армии.
Мусаватисты участвовали в многочисленных восстаниях против большевиков, которые особенно активизировались в знак протеста против вхождения Азербайджана в состав СССР.

#### Организация побега М. Э. Расулзаде
В 1922 году Центральный Комитет (ЦК) подпольного «Мусавата» принял решение отправить в эмиграцию бывшего председателя Национального совета Азербайджана Мамед Эмина Расулзаде. После падения Азербайджанской республики он был арестован, но потом освобождён и отправлен в Москву, где работал в Совете Национальностей. Он являлся идейным лидером «Мусавата» и его символом. Мусаватистам был необходим авторитет М. Э. Расулзаде для продолжения своей деятельности, и поэтому им важно было не допустить его уничтожения советским режимом. Поэтому они организовали его побег в Финляндию, после чего он прибыл в Турцию. Эта секретная операция подпольного «Мусавата» была осуществлена в 1922 году Дадашем Гасановым, Рагимом Векиловым и известным татарским просветителем Мусой Бигиевым. В осуществлении побега сыграла также определённую роль и турецкая разведка.

#### Сотрудничество с Паритетным комитетом Грузии
Большое значение в деятельности подпольного «Мусавата» придавалось связям с грузинским антисоветским движением. У них были общие цели по восстановлению государственной независимости обеих стран. Кроме того, мусаватисты посредством контактов с грузинскими меньшевиками надеялись на помощь Антанты.
После оккупации Грузии войсками большевистской России, все основные партии страны приняли решение преодолеть внутренние противоречия и объединить свои силы на борьбу с оккупацией. Это привело к созданию «Комитета независимости Грузии» (Паритетного комитета).
В 1921 году, Мирзабала Мамедзаде трижды побывал в Тифлисе и встречался с одним из лидеров грузинского подполья Сильвестром Джибладзе. Была достигнута договорённость о совместном восстании против большевиков. После этого связи с грузинской оппозицией поддерживали Алиовсат Наджафов, Дадаш Гасанов и Али Юсифзаде.

#### Разгром первого подполья
Тем временем ГПУ внимательно отслеживало процесс становления грузинско-азербайджанского антисоветского союза. В июне 1923 года репрессиям подвергся весь состав ЦК «Мусавата», были арестованы Абдул Ваххаб Мамедзаде, Рагим Векилов, Кербелаи Вели Микаилов и другие. Председатель ЦК Мирзабала Мамедзаде бежал в Иран. Была ликвидирована подпольная типография.
Разгром азербайджанского подполья был серьёзным ударом по планировавшемуся общекавказскому восстанию. Фактически ГПУ положило конец существованию активного центра мусаватистов и разрушило все их структуры. Удар был также нанесён и по грузинскому подполью, а в августе-сентябре 1924 года грузинское восстание потерпело неудачу и было подавлено Красной Армией.

## Второе мусаватское подполье (1923—1926)

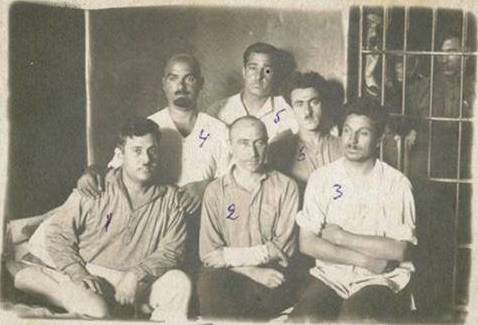
Руководители второго подполья партии «Мусават»: председатель ЦК Дадаш Гасанов (№ 4), секретарь ЦК Ахмед Гаджинский (№ 1) и другие в тюрьме АзГПУ

Через некоторое время после разгрома первого мусаватского подполья избежавшие репрессий активисты продолжили деятельность и начали работу по возрождению деятельности партии. Первое собрание активистов второго подполья было проведено на квартире Дадаша Гасанова в ноябре 1923 года. На этом собрании был сформирован временный комитет на правах ЦК в составе Д. Гасанова, А. Гаджинского, Абульфаза Бабаева, Абдула Абдулзаде, Али Юсифзаде. Председателем второго ЦК партии стал Дадаш Гасанов (1897-1927), а секретарём Ахмед Гаджинский.
До конца 1924 года вся работа сводилась к изысканию средств для материальной помощи семьям репрессированных мусаватистов.

#### Новый состав ЦК, БК и низовых структур
С начала 1925 года подпольная организация активизировала свою деятельность. В ноябре был сформирован новый состав ЦК второго подполья в составе Д. Гасанова (председатель) А. Гаджинского (секретарь), А. Бабаева, М. Г. Велиева (Бахарлы) и Р. Векилова.
Был также избран новый состав БК, в который вошли Мир Абдул Гани Мир Касимов, Газанфар Султанов (студент АПИ), Сулейман Исрафилов (студент АМИ), Габиб Мамедов (учитель техникума им. Нариманова).
Была возрождена и военная организация, стали собираться разведывательные данные о расположении частей Красной Армии, вооружении личного состава, положении на железных дорогах и т.д. Продолжалась поддержка связей с турецкой разведкой.
Активизировалась работа мусаватистов и в уездах. В частности сильное подполье было создано в Карабахе. Летом 1925 года в Шуше был проведён пленум карабахского отделения «Мусавата», на котором принимал участие Дадаш Гасанов.
Пропаганда идей независимости Азербайджана шла не только среди беспартийных граждан, но и коммунистов, в среде которых было много тайных мусаватистов.

#### Просветительская деятельность
Согласно Дадашу Гасанову, поставленных целей необходимо добиваться путём «создания корпуса образованных кадров, которых необходимо внедрить в государственные и образовательные структуры советских учреждений; по мере увеличения их количества весь аппарат власти должен оказаться в руках сторонников независимости».
К ноябрю 1925 года Ахмедом Гаджинским был составлен план работы под названием «Инструкция внепартийного воспитания молодёжи», которую стали применять в учебных заведениях и просветительских кружках. Согласно этому плану внедрённые в учебные заведения педагоги на занятиях проводили занятия по пропаганде тюркской истории, литературы и искусства, а также призывали к сопротивлению оккупации. Также мусаватистами были созданы многочисленных просветительские кружки, в которых воспитывалась тюркская (азербайджанская) молодёжь и интеллигенция.
Просветительская программа подпольной мусаватской партии привела к созданию многочисленных молодёжных патриотических организаций и кружков в 1925-1931 годах, которые действовали также в учебных заведениях Азербайджана. В результате работы мусаватского подполья был зафиксирован рост националистических настроений среди молодёжи.
В некоторых учебных заведениях были созданы «Молодёжные организации тюркского народа», которые вели работу против комсомольских ячеек. Также велась работа по распространению запрещённой советскими властями националистической литературы: печатались листовки, распространялись книги М. Э. Расулзаде.

#### Отношение к тюркологическому конгрессу
Значительное место на тайных собраниях того периода отводилось отношению к Всесоюзному тюркологическому съезду, который намечалось провести в Баку в 1926 году. Было принято решение в целом поддержать это мероприятие, но отказаться от идеи изменения алфавита с арабского на латинский. В листовке выпущенной членами ЦК по этой проблеме говорилось о том, что необходимость в перемене алфавита существует. Однако это дело продвигают большевики в своих политических целях для того, чтобы расколоть тюркский мир и не дать возможности для его интеграции. Новый единый алфавит должен быть принят не только для Азербайджана, но и для всех тюркских народов. Но именно этого не хотят допустить большевики. Поэтому в настоящее время необходимо выступать против изменения алфавита и решать этот вопрос в будущем, в интересах всех тюркских народов.

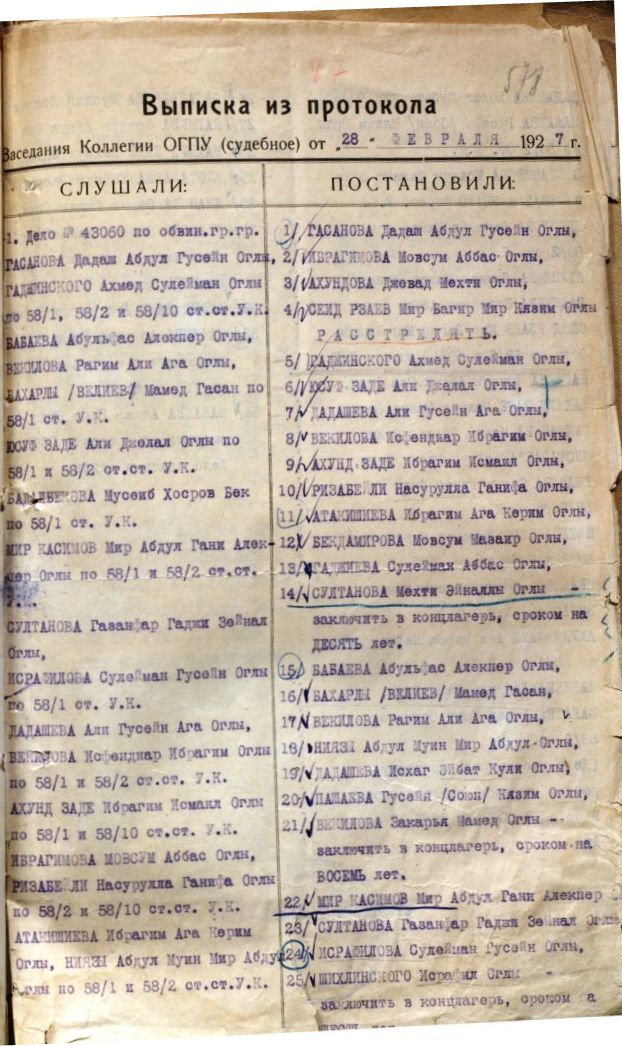
Копия приговора судебной коллегии ОГПУ в отношении членов мусаватского подполья

#### Разгром второго подполья
В начале 1926 года ГПУ посредством своих агентов выследило деятельность мусаватского подполья. 11 марта 1926 года были произведены аресты лидеров второго подполья: Дадаша Гасанова, Ахмеда Гаджинского и Али Юсифзаде. После этого прошли массовые репрессии мусаватистов по всему Азербайджану.
После ареста Д. Гасанова подпольем руководил Абульфаз Бабаев, который был арестован в июле 1926 года. После его ареста из членов ЦК на свободе остались только М. Г. Бахарлы и Р. Векилов, которые, несмотря на жесточайшие репрессии, не прекратили деятельности и оформили новое руководство БК в составе Мир Абдул Гани Мир Касимова, Газанфара Султанова, Сулеймана Исрафилова и Габиба Мамедова. Таким образом, активисты подполья старались не допустить прекращения деятельности мусаватистов в Азербайджане. Однако, немного спустя, все они тоже были арестованы.
Ликвидация подполья проводилась до октября 1926 года. Всего было арестовано 34 человека. Их обвиняли в восстановлении деятельности разгромленного в 1923 году первого мусаватского подполья и его военной организации, шпионаже и сборе разведывательной информации в пользу иностранных разведок, попытках разложения АКП(б) и государственных органов изнутри, подготовке захвата власти в Азербайджане.
Согласно приговору судебного заседания коллегии ОГПУ от 28 февраля 1927 года Дадаш Гасанов, Мовсум Ибрагимов, Джавад Ахундов и Мир Багир Сеид Рзаев были приговорены к расстрелу. Остальные члены подполья были осуждены на сроки от шести до десяти лет и отправлены этапом в Бутырскую тюрьму Москвы. Приговор был приведён в исполнение 6 апреля 1927 года.

## Источник
- Айдын Али-заде. «Мусават». Азербайджанское подполье в борьбе за независимость страны. Журнал «Уроки истории, XX век». Мемориал, 2018.